# L'Ajoupa-Bouillon
L'Ajoupa-Bouillon là một xã thuộc tỉnh Martinique nước Pháp. Xã này nằm ở khu vực có độ cao trung bình 200 mét trên mực nước biển. Dân số theo điều tra năm 2007 của INSEE là 1685 người.